# Claude Massu
Claude Massu, né en 1947, est un historien de l'architecture vingtiémiste et traducteur français.

## Biographie
Ancien élève de l’École normale supérieure de St-Cloud, agrégé d'anglais, docteur d’État en histoire de l'art, il est spécialiste des écrits des architectes Louis Sullivan et Frank Lloyd Wright. Il est actuellement professeur en Histoire de l'architecture contemporaine à l'université Paris 1 Panthéon-Sorbonne.
Grand spécialiste de l'architecture américaine, il a notamment travaillé sur l'École d'architecture de Chicago.

## Publications

### Ouvrages
- L'Architecture de l'école de Chicago, Paris, Dunod, 1982. 163 p.  (ISBN 978-2-04012-010-8).
- Chicago : de la modernité en architecture 1950-1985, Marseille, Éd. Parenthèses, 1997,  (ISBN 978-2-86364-606-9).
- [et al.] L'Art des États-Unis, Paris, Citadelles & Mazenod, 1992. 637 p.,  (ISBN 978-2-85088-060-5)

### Ouvrages traduits et préfacés
- Henry-Russell Hitchcock, Philip Johnson, Le Style international, Marseille, Parenthèses, coll. Eupalinos, série Architecture et urbanisme, 2001,  (ISBN 978-2-86364-625-0).
- Frank Lloyd Wright, Testament, Marseille, Parenthèses, coll. Eupalinos, série Architecture et urbanisme, 2005,  (ISBN 978-2-86364-629-8).
- Robert Venturi et Denise Scott Brown, 'Vu depuis le Capitole et autres textes', Marseille, Parenthèses, coll. Eupalinos, série Architecture et urbanisme, 2014,  (ISBN 978-2-86364-668-7).